# Abdel Rahim Mohammed Hussein

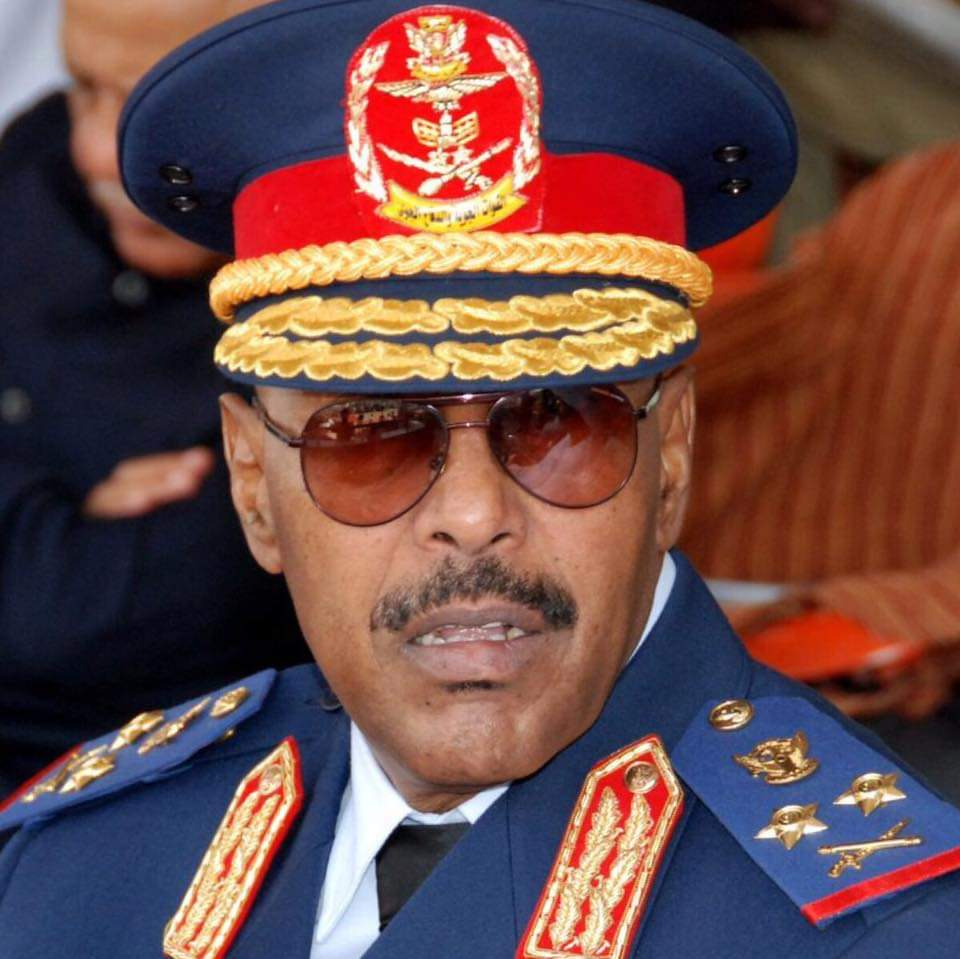
Abdel Rahim Mohammed Hussein

Abdel Rahim Mohammed Hussein is een Soedanees politicus.
In 2006 was hij de minister van binnenlandse zaken van Soedan. Hij is generaal-majoor. Hij wordt ervan beschuldigd de militaire groepering van de Janjaweed tijdens zijn ministerschap te hebben gesteund. In 2004 stelde hij voor meer dan een miljoen vluchtelingen in 18 kampen onder te brengen.